# The Old Man and the Sea (1958)
The Old Man and the Sea is een Amerikaanse avonturenfilm uit 1958 onder regie van John Sturges. Het scenario is gebaseerd op de gelijknamige novelle uit 1952 van de Amerikaanse auteur Ernest Hemingway.

## Verhaal
Een oude Cubaanse visser heeft vrijwel zijn hele leven alleen doorgebracht. Hij gaat vissen, nadat hij zijn enige vriend heeft verloren. De afgelopen maanden had hij weinig gevangen, maar tijdens de nieuwe tocht vangt hij een erg grote vis. Voordat de visser zijn vangst kan binnenhalen, wordt hij weggeroofd door een stel haaien. De visser moet vervolgens een duel op leven en dood leveren met de haaien.

## Rolverdeling
| Acteur           | Personage            |
| ---------------- | -------------------- |
| Spencer Tracy    | Oude man / Verteller |
| Felipe Pazos     | Jongen               |
| Harry Bellaver   | Martin               |
| Don Diamond      | Caféhouder           |
| Don Blackman     | Handworstelaar       |
| Joey Ray         | Gokker               |
| Mary Hemingway   | Toeriste             |
| Richard Alameda  | Gokker               |
| Tony Rosa        | Gokker               |
| Carlos Rivero    | Gokker               |
| Robert Alderette | Gokker               |
| Mauritz Hugo     | Gokker               |